# Турен, Ален
Ален Турен (фр. Alain Touraine; 3 августа 1925[…], Эрманвиль-сюр-Мер — 9 июня 2023, XIII округ Парижа) — французский социолог.

## Биография
Сын врача. Закончил Эколь Нормаль, где изучал историю и философию. В 1952 продолжил учёбу в США, где познакомился со структурно-функциональной социологией Т. Парсонса.

## Исследовательская проблематика
Основные интересы Турена связаны с социальными движениями 1960—1970-х гг. (антивоенными, рабочими, молодёжными, женскими, регионалистскими, стран «третьего мира» и др.) как новыми коллективными «субъектами» социального действия.
Теоретик постиндустриального общества.
Развил концепцию «акционизма» в работе «Социология действия» («Sociologie de l’action», 1965), в рамках которой определял «динамику системы исторического действия», выполняемого «историческим субъектом».

## Признание
Почётный член Американской академии искусств и наук, Академии наук Польши, почётный доктор ряда университетов во Франции и за рубежом, офицер Ордена Почётного легиона, Национального ордена «За заслуги». Европейская премия Амальфи (англ.) (1998). Премия Принца Астурийского в номинации Социальные науки (2010).

## Основные труды
- Sociologie de l’action (1965)
- Le mouvement de Mai ou le communisme utopique (1968)
- La Société post-industrielle (1969)
- Production de la société (1973)
- Pour la sociologie (1974)
- Lutte étudiante (1978, с соавторами)
- Solidarité (1982, с соавторами)
- Le Retour de l’acteur (1984)
  - Возвращение человека действующего. Очерк социологии. — М.: Научный мир, 1998. — 206 с.
- La parole et le sang (1988)
- Critique de la modernité (1992)
- Le voix et le regard: Sociologie des mouvements sociaux (1993)
- Qu’est-ce que la démocratie? (1994)
- Pourrons-nous vivre ensemble ? Égaux et différents (1997)
- Comment sortir du libéralisme?(2001)
- Un nouveau paradigme. Pour comprendre le monde d’aujourd’hui (2005)
- Le monde des femmes (2006)
- Penser autrement (2007)
- Après la crise (2010)
- Способны ли мы жить вместе? Равные и различные // Новая постиндустриальная волна на Западе. Антология. — М.: «Academia», 1999.
- Идея революции // Социологическое обозрение, 2014, Т. 13, № 1.
- От обмена к коммуникации: рождение программируемого общества // Новая технократическая волна на Западе. — М. : Прогресс, 1986.